# 1978-as Vuelta ciclista a España
Az 1978-as Vuelta ciclista a España volt a 33. spanyol körverseny. 1978. április 25-e és május 14-e között rendezték. A verseny össztávja 2995 km volt, és 19 szakaszból állt. Végső győztes a francia Bernard Hinault lett.

## Végeredmény
|    | Versenyző             | Csapat             | Idő           |
| -- | --------------------- | ------------------ | ------------- |
| 1  | Bernard Hinault       | Renault-Elf-Gitane | 85 óra 24' 14 |
| 2  | José Pesarrodona      | Kas-Campagnolo     | 3' 02         |
| 3  | Jean-René Bernaudeau  | Renault-Elf-Gitane | 3' 47         |
| 4  | Eulalio Garcia Pereda | Teka               | 4' 23         |
| 5  | Adri "Jos" Schipper   | Marc-Zeepcentrale  | 4' 28         |
| 6  | Ferdi Van Den Haute   | Marc-Zeepcentrale  | 5' 52         |
| 7  | Jose Nazabal Merendia | Kas-Campagnolo     | 6' 12         |
| 8  | Enrique Martinez      | Kas-Campagnolo     | 6' 53         |
| 9  | Gonzalo Aja Barguin   | Novostil-Helios    | 10' 12        |
| 10 | Vincente Lopez        | Kas-Campagnolo     | 13' 57        |